# Паметници в Благоевград
Това е списък на паметниците в Благоевград, България.
| Обект                                                                  | Година                 | Скулптор                            | Описание | Снимка |
| ---------------------------------------------------------------------- | ---------------------- | ----------------------------------- | --- | ------ |
| Иван Михайлов (1896 – 1990)                                            | 2024                   |                                     | Бюст, поставен в Градската градина |        |
| Мара Бунева (1902 – 1928)                                              | 2021                   |                                     | Бюст, поставен в Градската градина |        |
| Коте Чорбаджигошев (1821 – 1903)                                       | 2019                   | Георги Чапкънов                     | Бюст паметник, поставен в двора на църквата „Въведение Богородично“ |        |
| Тодор Александров (1881 – 1924)                                        | 2013                   |                                     | Бюст, поставен пред Окръжния съд на 22 септември по повод 120 години от създаването на ВМОРО и 110 години от Илинденско-Преображенското въстание                                                      |        |
| Георги Измирлиев (1851 – 1876)                                         | 2006                   | Димитър Сотиров                     | Бюст паметник, открит на площада с фонтаните срещу сградата на общината по повод 130 години от Априлското въстание и смъртта на Георги Измирлиев                                                      |        |
| Ичко Бойчев (1882 – 1960)                                              | 2003                   |                                     | Каменен бюст на пиедестал срещу Историческия музей във Вароша, открит по случай 100 години от Илинденско-Преображенското въстание                                                                     |        |
| Васил Левски (1837 – 1873)                                             | 2000                   | Крум Дерменджиев                    | Бронзов бюст на висок пиедестал в градинката срещу Професионалната гимназия „Васил Левски“ |        |
| „Чакащите, почиващата и вървящият“                                     | 1987                   | Павел Койчев                        | Скулптурна композиция от 4 фигури с нетрадиционни пропорции на фигурите, разположена първоначално пред железопътната гара, по-късно преместена на площада пред Драматичния театър „Никола Вапцаров“   |        |
| Св. св. Кирил и Методий (IX век)                                       | 1980                   | Никола Терзиев                      | Каменна скулптура със силно опростени и стилизирани образи, поставена пред Благоевградската гимназия по повод стогодишнината ѝ                                                                        |        |
| Паметник на Македоно-одринското опълчение (1912 – 1913)                | 1979                   | Борис Гондов                        | Внушителен паметник на гранитен пиедестал с релефни фигури на опълченци в цял ръст. На втори пиедестал над тях е бронзова фигура, наречена „Зовящата победа“                                          |        |
| Никола Вапцаров (1909 – 1942)                                          | 1979                   | Стою Тодоров                        | Барелеф, първоначално на бул. „Св. св. Кирил и Методий“ (със старо име „Никола Вапцаров“), преместен до сградата на Драматичния театър „Никола Вапцаров“ през 2009 г.                                 |        |
| Димитър Благоев (1856 – 1924)                                          | 1971                   | Борис Гондов                        | Седнала бронзова статуя на нисък пиедестал край Драматичния театър „Никола Вапцаров“ |        |
| Бюст-паметник на Ильо войвода (1805 – 1898)                            | 1970                   | Калин Димитров                      | Бронзов бюст на гранитен пиедестал на алеята срещу Историческия музей |        |
| Загиналите в борбата против фашизма (1941 – 1944)                      | 60-те години на XX век |                                     | Каменна статуя на жена в цял ръст, зад която има осем плочи с имена на загинали |        |
| Паметник на Гоце Делчев (1872 – 1903)                                  | 1955                   | Крум Дерменджиев                    | Внушителен паметник в цял ръст на площад „Македония“ |        |
| Пейо Яворов (1878 – 1914)                                              | 1933                   | неизвестен                          | Каменен бюст на гранитен пиедестал, поставен в градската градина до хотел „Ален мак“ |        |
| Незнаен македонски четник (1893 – 1934)                                | 1933                   | Пандо Киселинчев, Кирил Шиваров     | Статуя на четник в цял ръст, съборена след Деветосептемврийския преврат в 1944 г., заменен от паметна плоча след падането на комунистическия режим                                                    |        |
| Христо Ботев (1848 – 1876)                                             |                        |                                     | На площад „Народни будители“, пред централния вход на Историческия музей |        |
| Мариуполски четвърти хусарски полк (1878)                              |                        |                                     | Паметна поча на камък в градинката пред главния вход на стадиона, мястото, на което горноджумайци посрещат войските на Четвърти мариуполски полк, начело с майор Иван Орлински на 12 февруари 1878 г. |        |
| Загиналите в Балканската война и освобождението на Горна Джумая (1912) |                        |                                     | Паметник костница, вдясно от пътя за Ловния дом, каменна пирамида, на чиито блокове са изписани имената на сражения от войната, до нея е гробът на Мите Марков                                        |        |
| Герб на Благоевград                                                    |                        | Иван Нешев                          | Метален Летящ кон на метална траверса на нисък хълм на южния вход на града |        |
| Нагробен паметник на майор Иван Орлински                               |                        |                                     | в двора на „Въведение Богородично“ |        |
| Паметник на Кузман Шапкарев                                            | 2005                   | Крум Дерменджиев, Борис Дерменджиев | Каменен бюст в двора на Националнатата хуманитарна гимназия „Св. св. Кирил и Методий“ |        |
| Мемориал на Делчевия род                                               | 1987                   |                                     | в двора на „Въведение Богородично“ |        |